# Loricarioidei
Die Loricarioidei sind eine Unterordnung der Welsartigen (Siluriformes). Zu der Gruppe gehören sechs in Süd- und Mittelamerika verbreitete Fischfamilien, die Kletterwelse (Astroblepidae), die Panzer- und Schwielenwelse (Callichthyidae), die Nematogenyidae, die Stachligen Zwergwelse (Scoloplacidae), die Schmerlenwelse (Trichomycteridae) und die namensgebenden Harnischwelse (Loricariidae), bei Nelson (2006) auch die afrikanischen Quappenwelse (Amphiliidae) als basalste Gruppe der Loricarioidei. Einschließlich der letzten Familie gehören 156 Gattungen und 1187 Arten zu der Überfamilie.

## Merkmale
Wie andere Welse besitzen die meisten Loricarioidei Barteln. Sie können unbeschuppt sein, oder wie die Panzer- und Schwielenwelse, die Stachligen Zwergwelse und die Harnischwelse mit Knochenplatten gepanzert sein. Die meisten Arten sind abgeflacht, die Panzerwelse eher seitlich zusammengedrückt. Für die Diagnose der Loricarioidei werden zwei Merkmale angegeben, die reduzierte Schwimmblase, die von einer aus Auswüchsen der ersten Wirbel (Parapophysen) gebildeten Knochenkapsel umschlossen ist, und die Odontoden auf ihrer Körperoberfläche und auf den Flossenstrahlen. Auf den Kiemendeckeln der Harnischwelse können diese Odontoden die Haut durchstoßen. Die Kletterwelse nutzen ihre Odontoden möglicherweise als Sinnesorgan.

## Systematik
Die Verwandtschaftsgruppe wurde traditionell in die Unterordnung Siluroidei gestellt, zu der alle Welsfamilien außer die Primitivwelse (Diplomystidae) gehören. In einer jüngeren molekularbiologischen Analyse wurden sie als Unterordnung Loricarioidei (ohne die Quappenwelse) als Schwestergruppe den Primitivwelsen und allen übrigen Welsfamilien (Unterordnung Siluroidei) gegenübergestellt. Die Quappenwelse werden in dieser Analyse zu einer als „Big Africa“-Gruppe bezeichneten Klade gestellt, zu der z. B. die Mochokidae (Fiederbartwelse) und die Zitterwelse (Malapteruridae) gehören.
Aus morphologischen Daten wird geschlossen, das sich die Schmerlenwelse und Nematogenys inermis zuerst divergierten; beide Taxa sind möglicherweise Schwestergruppen. Diese Verwandtschaftsbeziehung wurde niemals durch molekularbiologische Untersuchungen bestätigt oder widerlegt. Anschließend entwickelten sich die Panzer- und Schwielenwelse, dann die Stachligen Zwergwelse und schließlich Harnisch- und Kletterwelse. Innerhalb der Loricarioidei kann ein Trend zu einer immer komplexeren Kiefermorphologie festgestellt werden, was schließlich zur Entwicklung der Harnischwelse, die den modernsten Kiefer haben, geführt hat
Ein Kladogramm verdeutlicht die verwandtschaftlichen Beziehungen:
|  | Schmerlenwelse (Trichomycteridae) |
|  |                                   |
|  | Nematogenys inermis               |
|  |                                   |

|  | Stachlige Zwergwelse (Scoloplacidae)                                                          |
|  |                                                                                               |
|  | \| \| Kletterwelse (Astroblepidae) \| \| \| \| \| \| Harnischwelse (Loricariidae) \| \| \| \| |
|  |                                                                                               |
|  | Kletterwelse (Astroblepidae)                                                                  |
|  |                                                                                               |
|  | Harnischwelse (Loricariidae)                                                                  |
|  |                                                                                               |

|  | Kletterwelse (Astroblepidae) |
|  |                              |
|  | Harnischwelse (Loricariidae) |
|  |                              |

|  | Stachlige Zwergwelse (Scoloplacidae)                                                          |
|  |                                                                                               |
|  | \| \| Kletterwelse (Astroblepidae) \| \| \| \| \| \| Harnischwelse (Loricariidae) \| \| \| \| |
|  |                                                                                               |
|  | Kletterwelse (Astroblepidae)                                                                  |
|  |                                                                                               |
|  | Harnischwelse (Loricariidae)                                                                  |
|  |                                                                                               |

|  | Kletterwelse (Astroblepidae) |
|  |                              |
|  | Harnischwelse (Loricariidae) |
|  |                              |

|  | Schmerlenwelse (Trichomycteridae) |
|  |                                   |
|  | Nematogenys inermis               |
|  |                                   |

|  | Stachlige Zwergwelse (Scoloplacidae)                                                          |
|  |                                                                                               |
|  | \| \| Kletterwelse (Astroblepidae) \| \| \| \| \| \| Harnischwelse (Loricariidae) \| \| \| \| |
|  |                                                                                               |
|  | Kletterwelse (Astroblepidae)                                                                  |
|  |                                                                                               |
|  | Harnischwelse (Loricariidae)                                                                  |
|  |                                                                                               |

|  | Kletterwelse (Astroblepidae) |
|  |                              |
|  | Harnischwelse (Loricariidae) |
|  |                              |

|  | Stachlige Zwergwelse (Scoloplacidae)                                                          |
|  |                                                                                               |
|  | \| \| Kletterwelse (Astroblepidae) \| \| \| \| \| \| Harnischwelse (Loricariidae) \| \| \| \| |
|  |                                                                                               |
|  | Kletterwelse (Astroblepidae)                                                                  |
|  |                                                                                               |
|  | Harnischwelse (Loricariidae)                                                                  |
|  |                                                                                               |

|  | Kletterwelse (Astroblepidae) |
|  |                              |
|  | Harnischwelse (Loricariidae) |
|  |                              |

## Verbreitung und Lebensraum
Die Loricarioidei kommen in Süßwasserbiotopen der Neotropis, in Südamerika, Panama und Costa Rica vor. Die meisten Arten leben in schnell fließenden Gewässern. Harnischwelse und Kletterwelse haben deshalb ein Saugmaul ausgebildet, mit dem sie sich an den felsigen Untergrund heften können. Kletterwelse besitzen sogar die Fähigkeit mit Hilfe ihres Saugmauls und der Bauchflossen Wasserfälle hinauf zu klettern.

## Ökologie
Die Loricarioidei sind eine sehr diverse monophyletische Gruppe. Sie zeigen ein breites Anpassungsspektrum hinsichtlich ihrer Morphologie, besiedeln viele verschiedene Süßwasserhabitate und nehmen verschiedene Stellen in der Nahrungskette ein. Zu der Gruppe gehören Pflanzenfresser, Allesfresser, Parasiten (Vandelliinae) und Holz fressende Arten (Panaque). Die Harnischwelse sind mit etwa 700 Arten (jedes Jahr werden neue Arten entdeckt) die bei weitem artenreichste, erfolgreichste und vielfältigste Familie in der gesamten Überfamilie.